# Plácido Domingo

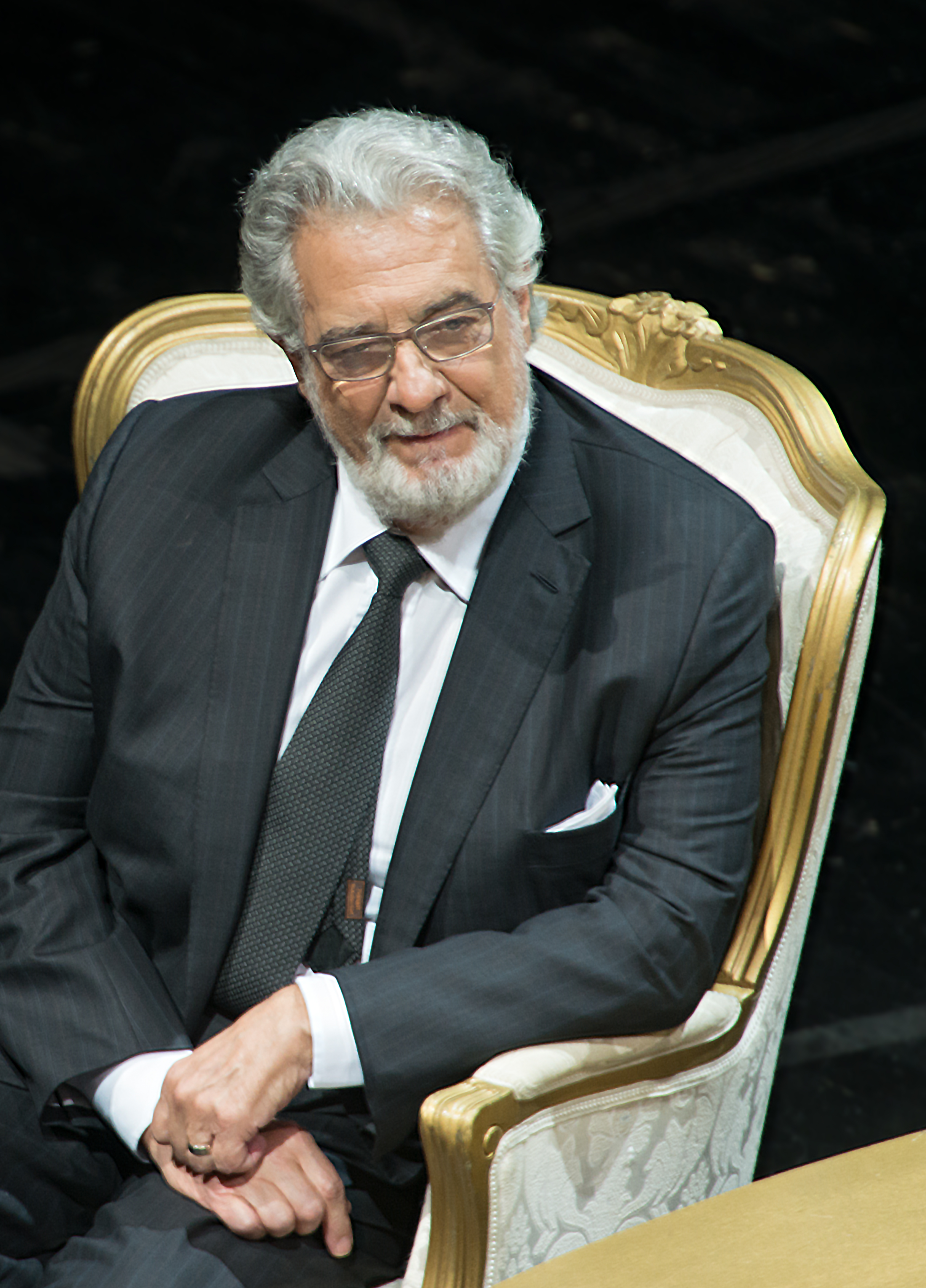
Placido Domingo, el 2014

José Plácido Domingo Embil (Madrid, 21 de gener de 1941) és un cantant líric i director d'orquestra espanyol. Té una veu enormement versàtil, que li ha permès de cantar com a tenor i baríton.
La carrera internacional de Plácido Domingo és llegendària; ha interpretat 130 papers diferents, més que cap altre tenor en la història. El 1997, Domingo va superar el rècord que Enrico Caruso mantingué durant molt de temps en l'obertura de la temporada de l'Òpera del Metropolitan, i el 2008 celebrà els seus quaranta anys cantant en aquest teatre, on ha inaugurat la temporada vint-i-una vegades. El talent del tenor madrileny el confirmen el seu amplíssim repertori i la seva carrera interpretativa, així com els seus èxits com a director, administrador, i el seu compromís amb les causes humanitàries i la feina com a creador de programes per a joves artistes. La Fundació Birgit Nilsson va anunciar el 20 de febrer de 2009 que Plácido Domingo seria el primer guanyador del milió de dòlars del Premi Birgit Nilsson, el més important de la història de la música clàssica.
El 9 de juliol de 2013 va ser ingressat en un hospital de Madrid a causa d'una embòlia pulmonar.
El 13 d'agost de 2019, l'agència Associated Press va publicar els testimonis de nou dones, vuit d'elles cantants i una ballarina, de les quals només una va donar la cara públicament. Aquestes van denunciar que quan començaven en la professió van ser víctimes d'assetjament sexual per part del cantant. Les víctimes van explicar que Domingo les obligava a tenir relacions sexuals i que, si rebutjaven, eren castigades professionalment. El dimarts 25 de febrer de 2020 Plácido Domingo demanà finalment perdó a totes les dones que l'havien acusat d'agressió sexual i acceptà la seva responsabilitat de tots els actes de què se l'acusava. La investigació realitzada per advocats contractats per American Guild of Music Artists (AGMA), el sindicat de l'òpera dels Estats Units, conclogué que fins a almenys 27 persones haurien patit la conducta sexual inapropiada i abús de poder de Plácido durant dues dècades quan aquest era a la direcció de l'Òpera Nacional de Washington i la de Los Angeles.

## Biografia
Nasqué a la ciutat de Madrid el 21 de gener de 1941, fill dels cantants de sarsuela Plácido Domingo, nascut a Barcelona (28 de febrer de 1918 - 28 d'agost de 1994) —el seu pare Pere Domingo va néixer a Tordera—, i Pepita Embil, nascuda a Guetaria (Guipúscoa). El seu pare va començar com a violinista actuant per a orquestres d'òpera i sarsuela. Aviat també va assumir papers de baríton a les sarsueles. Tot i que va fer malbé la seva veu actuant mentre patia un refredat, va continuar cantant fins als anys setanta. La mare de Domingo era una soprano consolidada que va debutar a l'escenari al Gran Teatre del Liceu de Barcelona. Va conèixer el seu marit als 21 anys mentre actuava a Sor Navarra de Federico Moreno Torroba. Domingo va recordar més tard que els experts van animar el seu pare a cantar els papers wagnerians, mentre que el Liceu va oferir a la seva mare un contracte per cantar òpera. El 1946 els pares de Moreno Torroba i Domingo van formar una companyia de sarsuela i van fer gires per Amèrica Llatina. Els seus pares posteriorment es van quedar permanentment a Mèxic i van establir la seva pròpia companyia de sarsuela, la Domingo-Embil Company. A més del seu fill, també van tenir una filla, Maria José Mari Pepa Domingo de Fernandez (1942–2015).

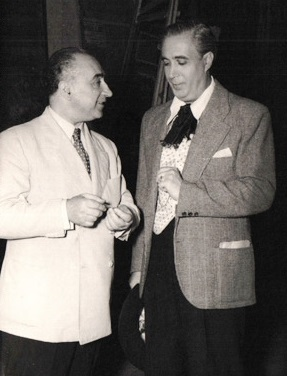
El pare de Domingo, Plácido Domingo Ferrer (dreta), amb el compositor Federico Moreno Torroba a Madrid, 1946

Conegut en la seva família com El Granado, per cantar des de ben petit la cançó Granada d'Agustín Lara. El 1949 la família es va traslladar a la Ciutat de Mèxic per treballar en teatre musical. Ben aviat va destacar en les lliçons de piano i després estudià a l'Escola Nacional d'Arts i al Conservatori Nacional de Música de la capital mexicana.
Allà va ser on va conèixer la seva primera dona, la pianista Ana Maria Guerra Cué, una soprano lírica de Veracruz, Mèxic, a qui va conèixer durant els seus dies de conservatori i amb qui es va casar el 1957, a setze anys. El 16 de juny de 1958 va néixer el seu fill, José Plácido Domingo Guerra (anomenat Pepe de nen i més tard Joe), ara fotògraf. Tanmateix, el matrimoni no va durar gaire, i la parella es va separar poc després. A Mèxic també va trobar la segona i definitiva muller, Marta Ornelas, una soprano lírica de Veracruz, Mèxic, a qui va conèixer durant els seus dies de conservatori. i amb qui es va casar l'any 1962. El mateix any, Marta havia estat votada com a Cantant mexicana de l'any. Després del seu matrimoni, la parella va actuar junts amb freqüència a l'Òpera Nacional d'Israel. Tanmateix, després de quedar embarassada del seu primer fill, va abandonar la seva prometedora carrera per dedicar temps a la seva família. Tenen dos fills, Plácido Francisco (conegut com a Plácido Domingo Jr.), nascut el 21 d'octubre de 1965, i Alvaro Maurizio, nascut l'11 d'octubre de 1968.

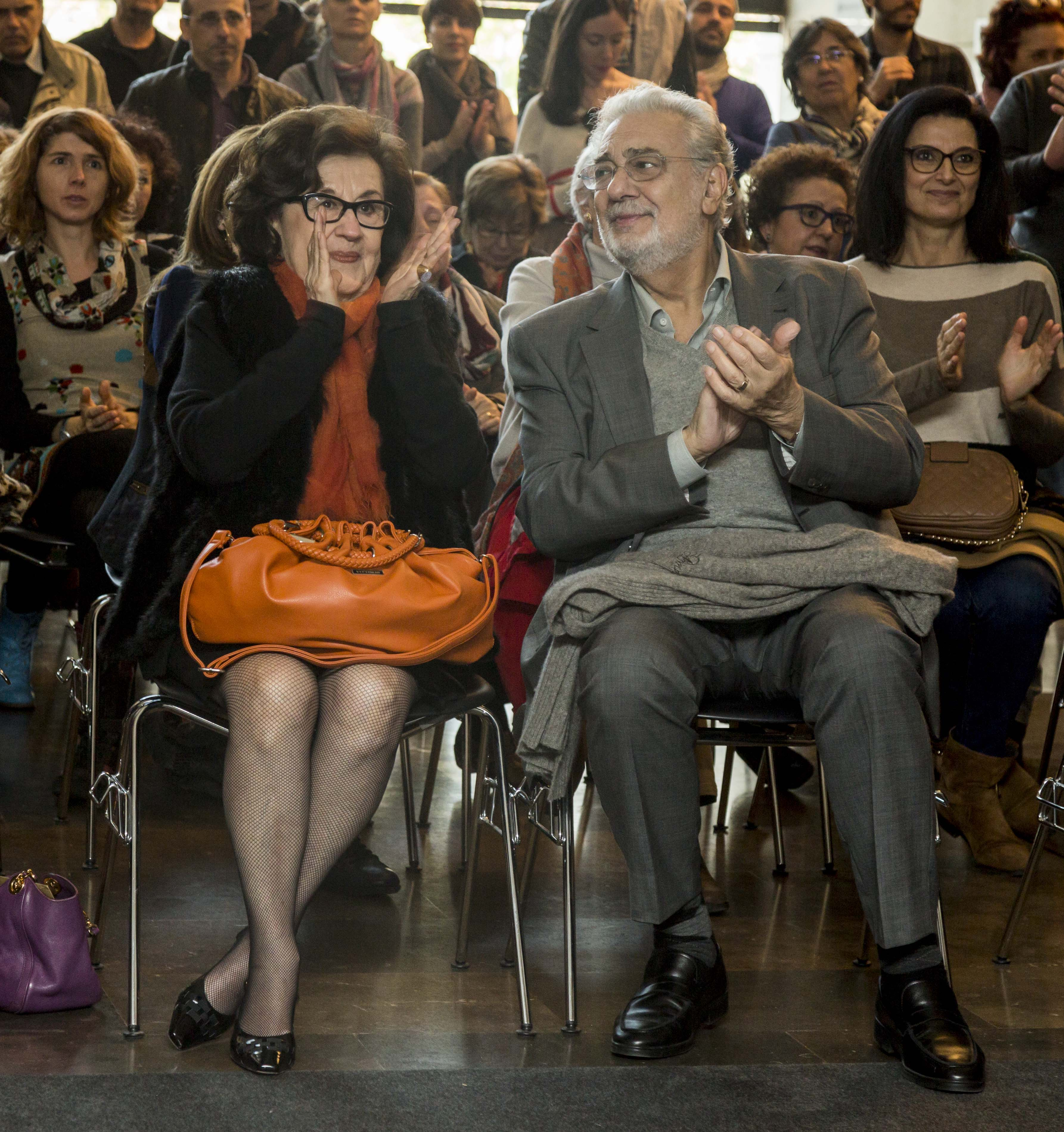
Domingo amb la seva dona

Després d'un període vivint a Israel, Domingo i la seva família creixent es van traslladar a Teaneck, Nova Jersey als anys 60.
A la ciutat mexicana de Monterrey, debutà en l'òpera amb La Traviata, en el personatge d'Alfredo Germont, al costat de la soprano Alicia Aguilar.
Posteriorment, Domingo va passar dos anys amb l'Òpera Nacional d'Israel, de la qual naixeria la fama que actualment no cessa des de llavors. Feu nombrosos debuts als Estats Units, sobretot a Nova York i San Francisco, encara que tampoc va deixar de fer gires per ciutats d'Europa, durant els anys seixanta, interpretant nombrosos papers musicals. Ha cantat sota la batuta d'una àmplia gamma de directors entre els quals hi ha Herbert von Karajan, Zubin Mehta i James Levine, entre d'altres. A Barcelona va debutar el 1966, al Liceu, amb tres òperes curtes de Salvador Moreno Manzano, Luis Sandi i J. P. Moncayo; i temps després va residir durant anys a la ciutat. Com a director d'òpera, va iniciar les activitats el 1973 i avui dia encara manté aquesta activitat com a director general de l'Òpera Nacional de Washington així com de l'Òpera de Los Angeles.
Més tard va adquirir residències a Manhattan i Barcelona. Mantenint el seu pis a Nova York, actualment també té una casa a Madrid. Durant els descansos del seu horari de treball, sol passar temps amb la família a la seva casa de vacances a Acapulco, Mèxic.
Ha gravat duos amb uns quants cantants com John Denver, José María Cano, Alejandro Fernández, Carlos Santana, Luis Cobos, Caetano Veloso, Patricia Kaas, etc. Amb Josep Carreras i Luciano Pavarotti, va formar el 1990 la cèlebre societat artística Els Tres Tenors a Roma, amb motiu del Mundial de futbol Itàlia 1990. Repetí aquesta associació el 1994 en un magne concert a Los Angeles per la Copa del Món de Futbol 1994, i reincidí novament a París, amb motiu de la Copa del Món de Futbol 1998.
El seu repertori és molt variat i en diversos idiomes des dels clàssics, passant per cançons de Nadal, cançons infantils i música llatinoamericana.El març de 2010 va ser operat per càncer de còlon. El juliol de 2013 va ingressar a un hospital de Madrid després de patir una embòlia pulmonar. L'octubre de 2015 va ingressar a un hospital per una colecistectomia i es va perdre les cinc primeres representacions de Tosca que havia de dirigir al Metropolitan Opera.
El 22 de març de 2020, Domingo va anunciar durant la pandèmia de la COVID-19 a Mèxic que havia donat positiu a la prova de COVID-19, cosa que, segons es diu, va contractar en una festa a Tequila, Jalisco, en honor a Juan Domingo Beckmann, que també va donar positiu. Va ser ingressat a un hospital d’Acapulco per tractar les complicacions de la malaltia, però el seu estat era estable.

## Denúncies d'assetjament sexual
L'agost de 2019, Domingo va ser acusat d’assetjament sexual per diverses companyes, algunes de fa 30 anys. No obstant això, mai es van presentar càrrecs oficials, ni hi va haver procediments judicials ni condemnes. No obstant això, Domingo va renunciar posteriorment al seu càrrec com a director general de l'Òpera de Los Angeles, dient que ho va fer amb un cor pesat, però a la vista de les recents acusacions contra ell, va dir que el moviment era en el millor interès de l'òpera.
A finals de febrer de 2020, Domingo es va disculpar amb els companys que se sentissin incòmodes o ferits d'alguna manera pels seus comentaris o accions. Va reiterar que maig va ser la seva intenció fer mal o ofendre ningú, dient: «Mai m'he comportat de manera agressiva cap a ningú, i mai he fet res per dificultar o perjudicar la carrera de ningú de cap manera. Al contrari, he passat gran part de el meu mig segle al món de l'òpera donant suport a la indústria i avançant en la carrera d'innombrables cantants».
La investigació iniciada per l'Òpera de Los Angeles sobre els incidents a la casa va considerar que les denúncies eren creïbles, en part per les similituds dels seus relats. La investigació sovint va trobar que era sincer en les seves negacions, però algunes d'elles eren menys creïbles o mancades de consciència. La investigació va criticar la comunicació inadequada i la manca de consciència sobre l'assetjament sexual a l'òpera.
En la seva primera entrevista des que es va recuperar de la COVID-19, Domingo va dir al diari italià La Repubblica que els càrrecs eren falsos. «Quan vaig saber que tenia COVID, em vaig prometre que si sortia amb vida, lluitaria per netejar el meu nom», va dir Domingo. «Mai vaig abusar de ningú. Ho repetiré mentre visqui».

## Referències culturals

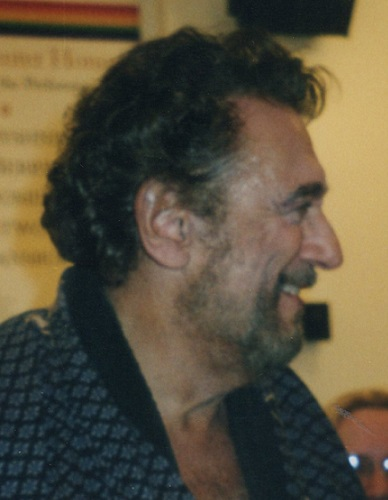
A l’Òpera Nacional de Washington el 14 d'abril de 2007 després de la representació de Die Walküre, la seva òpera alemanya més representada.